# George Robinson (homme politique britannique)
Pour les articles homonymes, voir Robinson et George Robinson.
George Frederick Samuel Robinson, né le 24 octobre 1827 à Londres et mort le 9 juillet 1909 au Parc de Studley Royal , connu sous le titre de courtoisie de vicomte Goderich jusqu'en 1859, 3e comte de Grey (Earl de Grey) et 2e comte de Ripon à partir de 1859, puis 1er marquis de Ripon (1871), est un homme politique britannique membre de tous les cabinets libéraux entre 1861 et sa mort.

## Biographie

### Éducation
Ripon est né au 10 Downing Street, à Londres, et est le second fils du Premier ministre Frederick John Robinson, 1er vicomte Goderich. Il obtint le titre de comte de Ripon en 1833 par son mariage avec Lady Sarah Hobart, fille de Robert Hobart. Il eut une éducation privée et n'alla ni à l'école, ni à l'université.
Il reçut le titre honorifique de DCL (équivalent de docteur en droit civil), qui lui fut délivré par l'université d'Oxford en 1870.

### Carrière diplomatique et politique, 1852–1880
Ripon servit lors de la mission spéciale britannique de Henri Ellis à la conférence de Bruxelles sur les affaires de l'Italie pendant les années 1848-1849. Bien que son père eût adhéré au parti Tory, Ripon appartint d'abord au parti Whig avant de devenir Libéral. Il entra à la Chambre des communes, représentant la circonscription de Hull (en) en 1852, mais il fut délogé en 1853, tout comme le furent ses collègues adhérant au même parti, à la suite d'une pétition dénonçant leur élection comme étant largement corrompue, mais sans savoir exactement ce qui leur était reproché. Il fut élu pour représenter la circonscription de Huddersfield en 1853 et celle en 1857 de West Riding (en) dans le Yorkshire. En 1859, il succéda à son père et devint second comte de Ripon, siégeant à la Chambre des lords, et plus tard dans l'année, il succéda à son oncle, obtenant le plus haut titre, celui de comte de Grey, et fut connu sous le nom de Comte de Grey et Ripon.
Il fut sous-secrétaire d'État à la guerre sous Lord Palmerson de 1859 à 1861 puis de 1861 à 1863 et il fut brièvement sous-secrétaire d'État à l'Inde en 1861. En 1863, il fut nommé membre du Conseil privé et fut secrétaire d'État à la guerre sous Lord Palmerson, obtenant un siège au cabinet. Il conserva ce poste lorsque Lord Russell devint Premier ministre à la mort de Palmerson en 1865, et ensuite, il servit sous le gouvernement de Russell en tant que secrétaire d'État à l'Inde entre février et juin 1866. Pendant la première administration de Gladstone, il fut lord président du Conseil (1868-1873). Pendant cette période, il agit en tant que président de la commission mixte chargée d'élaborer le traité de Washington avec les États-Unis, sur les réclamations de l'Alabama. Pour cela, il obtint le titre de Marquis de Ripon, dans le comté de York. Il avait déjà été fait chevalier de l'ordre de la Jarretière en 1869. En 1870, il est énormément affecté par la disparition de son beau-frère, Frédérick Vyner, le plus jeune frère de sa femme ayant 23 ans. Ce dernier est mort en Grèce après avoir été enlevé, avec d'autres touristes britanniques et italiens, par des brigands lors d'une visite du site historique de Marathon. C'est le drame de Dilessi. La reine Victoria, affectée par son chagrin, adopte alors une attitude très ferme à l'égard du gouvernement grec, ouvrant une crise diplomatique entre les deux pays. En 1878, il servit en tant que Président (en) du premier jour de la conférence Co-operative Congress (en).

### Vice-roi des Indes, 1880-1884
Lorsque Gladstone revint au pouvoir en 1880, il nomma Ripon gouverneur général des Indes, poste qu'il occupa jusqu'en 1884. Pendant son séjour en Inde, Ripon introduisit le « projet de loi Ilbert » (llbert Bill en anglais), du nom de son secrétaire, Courtenay IIbert, qui aurait accordé plus de droits juridiques aux Indiens indigènes, y compris le droit pour les juges indiens de traduire les Européens devant les tribunaux. Bien que progressiste dans son intention, cette loi fut rejetée par le Parlement britannique qui ne voulait pas perdre sa supériorité juridique. Surtout, les Anglo-Indiens (c'est-à-dire les Britanniques nés et installés en Inde) avaient bruyamment manifesté leur opposition à une loi qui remettait en cause la barrière raciale et la prépondérance des Blancs.
Il a également contribué à soutenir Dietrich Brandis, afin de réorganiser le département des forêts de Madras (en) et de développer la conservation de la gestion durable des forêts en Inde. Il est encore vénéré à Chennai (anciennement Madras), en Inde. Le Ripon Building (en), siège de la Corporation de Chennai, fut nommé ainsi en son honneur, ainsi que la ville de Riponpet, située dans le district de Shimoga, dans l'État de Karnataka. À Kolkata, la rue Ripon (Ripon Street en anglais), fut nommée ainsi en son souvenir. Le Ghanta Ghar Multan ou le Clock Tower de Multan, au Pakistan, fut nommé Ripon Building, tout comme le hall de ce même bâtiment fut appelé Ripon Hall.

### Carrière politique, 1884-1908
Lord Ripon soutint également le Mouvement irlandais du Home Rule. Dans le gouvernement de 1886 de Gladstone, il fut 1er Lord de l'Amirauté, et secrétaire d'État aux colonies dans celui de 1892-1895. Lorsque les Libéraux revinrent au pouvoir en 1905, il était alors âgé de 78 ans, il prit ses fonctions de Lord du sceau privé et de Leader de la Chambre des lords. Il démissionna en 1908.

### Autres nominations
Lord Ripon fut président de la Royal Geographical Society en 1859-1860, et administrateur à la National Gallery.
Lord Ripon occupa également de nombreux postes dans la vie publique du Yorkshire. En 1860, il fut nommé colonel honoraire du 1er bataillon de volontaires du régiment (du Yorshire de l'ouest) auquel appartenait le prince de Galles et par la suite, il reçut la médaille d'ancienneté du service volontaire, il devint haut commissaire de l'arrondissement de Hull en 1863, et de 1873 à 1906, il fut Lord Lieutenant du North Riding of Yorkshire. Il fut sous-lieutenant et justicier de paix pour les comtés du Lincolnshire et du West Riding of Yorkshire, justicier de paix pour la Liberté de Ripon, et servit comme maire de Ripon en 1895-1896.
Lord Ripon était un franc-maçon, qui servit en tant que grand maître provincial du West Riding et grand maître adjoint de la Grande Loge unie d'Angleterre de 1861 à 1869, et, finalement, comme grand maître à partir de 1870 jusqu'à sa conversion au catholicisme en 1874, à la suite de cela, il fit preuve de générosité en soutenant des œuvres éducatives et caritatives catholiques. Il fut président de la Société de Saint-Vincent-de-Paul de 1899 jusqu'à sa mort, et un grand partisan de la Société missionnaire catholique Saint-Joseph.
Il fut également chancelier de l'université de Leeds à partir de 1904, jusqu'à sa mort en 1909.

### Famille
Lord Ripon épousa le 8 avril 1851 sa cousine Henrietta Anne Theodosia Vyner (17 avril 1833 – 28 février 1907), fille de Henri Vyner et de sa femme Lady Mary Gertrude Robinson, fille de Thomas de Grey. Ils eurent un fils et une fille. Lady Ripon mourut en février 1907, âgée de 73 ans. Deux ans plus tard, en juillet 1909, ce fut le tour de Lord Ripon qui succomba à une attaque cardiaque au parc de Studley Royal, il était alors âgé de 81 ans. Il fut enterré à St Mary's, Studley Royal (en) et fut remplacé par son fils unique Frederick.